# Weni
Weni (auch Uni oder Una bzw. Weni der Ältere) war ein hoher ägyptischer Beamter und Heerführer unter den Pharaonen Teti II., Userkare, Pepi I.  und Merenre.

## Lebenslauf

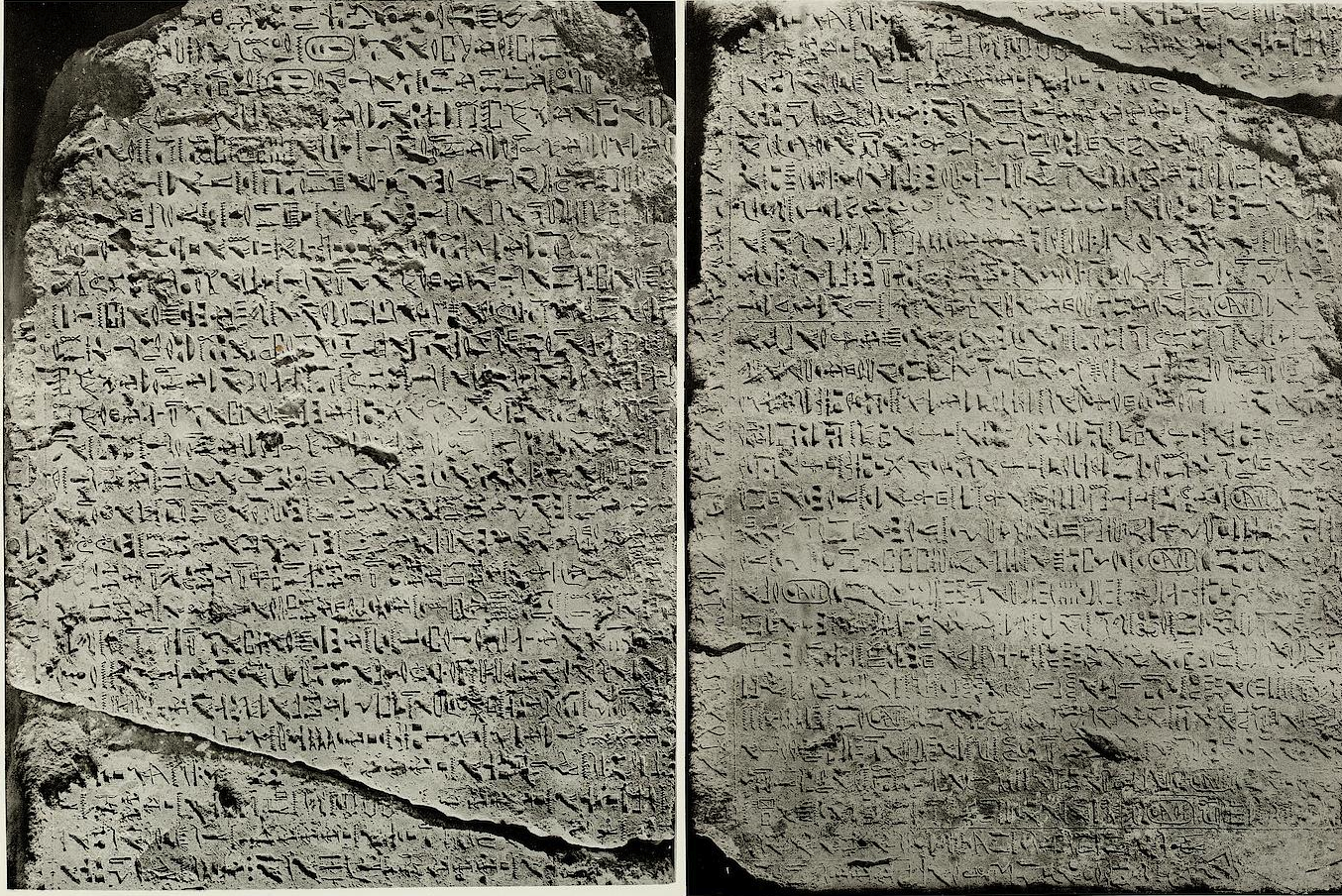
Autobiographie von Weni, heute im Ägyptischen Museum in Kairo

### Beamtenkarriere
Er erreichte das Erwachsenenalter unter Teti II. und wurde „Vorsteher des Magazins“ und „Untervorsteher der Pächter des Palastes“. Tetis Nachfolger Pepi I. ernannte Weni nacheinander zum „Ältesten der Sakristei“ und „Untervorsteher seiner [Pepis] Pyramidenstadt“, danach zum „Einzigen Freund“, „Vorsteher der Pächter des Palastes“ und „Richter von Hierakonpolis“, als der er den Prozess gegen eine mit Namen nicht genannte „Königsgemahlin“ und „Weret-hetes“ (ein Königinnentitel) leitete.

### Als Heerführer
Offenbar ebenfalls unter Pepi führte er mit Söldnern aus den nubischen Gebieten Irtjet, Medja, Jam, Wawat und Kaau erfolgreich einen Feldzug gegen die Nomaden Südpalästinas, die in Wenis Biografie als „Sandbewohner“ (ḥr.jw-šˁ) bezeichnet werden. Von der siegreichen Rückkehr des ägyptischen Heeres berichtet ein 14 Verse enthaltendes Siegeslied, das das früheste poetische Werk der altägyptischen Literatur darstellt. In ihm wechselt jeweils der Satz „Dieses Heer ist in Frieden zurückgekehrt“ mit einer genaueren Beschreibung des Feldzuges: „Dieses Heer ist in Frieden zurückgekehrt, es zerdrückte das Land der Sandbewohner; Dieses Heer ist in Frieden zurückgekehrt; es riss seine [des Feindeslandes] Festungen ein“ usw. Weitere Aufstandsversuche der „Sandbewohner“ wurden von Weni niedergeschlagen. Etwas später unternahm Weni einen seegestützten Feldzug nach „Gazellennase“, das wohl einen Berg an der südpalästinischen Küste bezeichnet und ausdrücklich als nördlich des Landes der „Sandbewohner“ bezeichnet wird.

### Als Expeditionsleiter
Merenre ernannte Weni zum Vorsteher von Oberägypten und beauftragte ihn zu insgesamt drei Expeditionen zu den Steinbrüchen von Ibhat (Nubien), von Elephantine, den Alabasterbrüchen von Hatnub sowie nach Obernubien, um Baumaterial für Merenres Pyramide in Sakkara zu beschaffen und fünf Kanäle am ersten Katarakt zu graben. Am Ende seiner Karriere wurde Weni zum Wesir befördert. Er starb wahrscheinlich unter Merenre und wurde in einem Mastabagrab in Abydos begraben.